# Eros Galbiati
Eros Manolo Galbiati (Lecco, 23 gennaio 1981) è un attore italiano.

## Biografia
Cresciuto a Veniano, ha due fratelli ed una sorella nati da altri due matrimoni del padre.
Si diploma al Liceo Scientifico Europeo Paolo Giovio di Como e, subito dopo la maturità, si trasferisce a Roma; lavora come fotomodello e frequenta il DAMS.
Tra il 2003 e il 2004 gira vari spot pubblicitari. In televisione, oltre ad aver partecipato alla serie televisiva Carabinieri 4, ha condotto sei puntate del programma MTV Fast Forward su MTV.
Nel 2004 è protagonista insieme a Alessandra Mastronardi del cortometraggio Cose che si dicono al buio di Marco Costa. Nel 2006 gira un altro cortometraggio, H5N1, vincitore di vari premi. Nello stesso anno raggiunge la popolarità grazie al suo primo film, Notte prima degli esami, regia di Fausto Brizzi, in cui interpreta il ruolo di Riccardo, uno degli amici del protagonista Luca (Nicolas Vaporidis).
All'inizio del 2007 recita al Teatro De' Servi a Roma nella commedia The Prozac Family per la regia di Marco Costa, con Alessandra Mastronardi; per entrambi questa commedia rappresenta l'esordio in teatro. Nello stesso anno appare sugli schermi con il film Notte prima degli esami - Oggi, diretto da Fausto Brizzi, sempre nei panni dell'adolescente Riccardo, ed in Tutte le donne della mia vita, regia di Simona Izzo.
Nel gennaio del 2009 recita in teatro con la commedia The Prozac Family. Nel 2010 ha recitato per tre puntate nella miniserie Il peccato e la vergogna, diretto da Luigi Parisi e Alessio Inturri.

## Filmografia

### Teatro
- The Prozac Family, regia di Marco Costa (2007/2009)
- La morte del mio fidanzato immaginario, regia di M. Lops (2008)

### Cinema
- Notte prima degli esami, regia di Fausto Brizzi (2006)
- Notte prima degli esami - Oggi, regia di Fausto Brizzi (2007)
- Tutte le donne della mia vita, regia di Simona Izzo (2007)
- Polvere, regia di Massimiliano D'Epiro e Danilo Proietti (2007)
- Tutto l'amore del mondo, regia di Riccardo Grandi (2010)
- Poker Generation, regia di Gianluca Mingotto (2012)
- Condamned, regia di Barry A. Brown, (2013)
- Apocalypsis, regia di Eric Leiser (2017)
- Volare, regia di Margherita Buy (2023)
- Ritratto di un certo oriente, regia di Marcelo Gomes (2024)

### Televisione
- Noi due, regia di Marco De Luca – film TV (Rai Due, 2004)
- Carabinieri 4 – serie TV (2004)
- Fendi E-motion Canvas, regia di Gabriele Muccino (2004) – premio Vesuvio al Napoli Film Festival 2005
- MTV Fast Forward (2004) – conduzione
- Finalmente una favola, regia di Gianfrancesco Lazotti – film TV (2008)
- Così vanno le cose, regia di Francesco Bovino – film TV (2008)
- Negli occhi dell'assassino, regia di Edoardo Margheriti – film TV (2009)
- Giochi sporchi – serie TV (2009)
- Capri 3 – serie TV (2010)
- Il peccato e la vergogna – serie TV (2010)
- Mia madre, regia di Ricky Tognazzi – miniserie TV (2010)
- 1992 – serie TV (2015)
- Mysteries at the museum (2015)
- New York, Season 3, regia di Marco Carmel (2015)
- 1993 – serie TV (2017)
- Non uccidere – serie TV, episodio 2x06 (2017)
- 1994 – serie TV, episodi 3x05-3x07 (2019)
- I ragazzi dello Zecchino d'Oro, regia di Ambrogio Lo Giudice – film TV (2019)

### Web
Days: The Crossmovie, regia di Flavio Parenti – miniserie web (2013)

### Cortometraggi
- Cose che si dicono al buio, regia di Marco Costa (2004)
- LowCost, regia di Vincenzo Notaro (2006)
- HeartBeat, regia di Elisa Fuksas (2007)
- H5N1, regia di Roberto De Feo (2008)
- Canelupo, regia di Massimiliano D'Epiro e Nicolaj Pennestri (2009)
- Autovelox, regia di Gianluca Ansanelli (2009)

### Riconoscimenti
- Premio Giovani al Festival La primavera del Cinema Italiano, Cosenza, 17 giugno 2010.

### Video musicali
- Gemelli DiVersi - Ancora un po' (2007)
- Finley - Fuoco e fiamme (2012)
- Rose Villain - Don't Cal the Po-Po (2017)
- La Scapigliatura feat. Arisa - Rincontrarsi un giorno a Milano (2020)
- Bugo e Morgan - Sincero (2020)
- Bugo - Mi manca (2020)
- Bugo - Quando impazzirò (2020)